# Jules Bihain
Jules Bihain (5 luglio 1911 – ...) è stato un cestista belga.

## Carriera
Con il Belgio ha preso parte alle Olimpiadi di Berlino 1936.